# Craspedolepta vulgaris
Craspedolepta vulgaris är en insektsart som först beskrevs av Journet och Joyce Winifred Vickery 1979.  Craspedolepta vulgaris ingår i släktet Craspedolepta och familjen rundbladloppor. Inga underarter finns listade i Catalogue of Life.